# Weston in Gordano
Weston in Gordano (Weston-in-Gordano) är en ort och civil parish i Storbritannien.   Den ligger i kommunen North Somerset och riksdelen England, i den södra delen av landet, 180 km väster om huvudstaden London. Weston in Gordano ligger 12 meter över havet och antalet invånare är 301.
Terrängen runt Weston in Gordano är platt åt nordväst, men åt sydost är den kuperad. Havet är nära Weston in Gordano åt nordväst. Runt Weston in Gordano är det tätbefolkat, med 493 invånare per kvadratkilometer. Närmaste större samhälle är Bristol, 13,9 km öster om Weston in Gordano. Trakten runt Weston in Gordano består i huvudsak av gräsmarker.